# Oskar Spiel

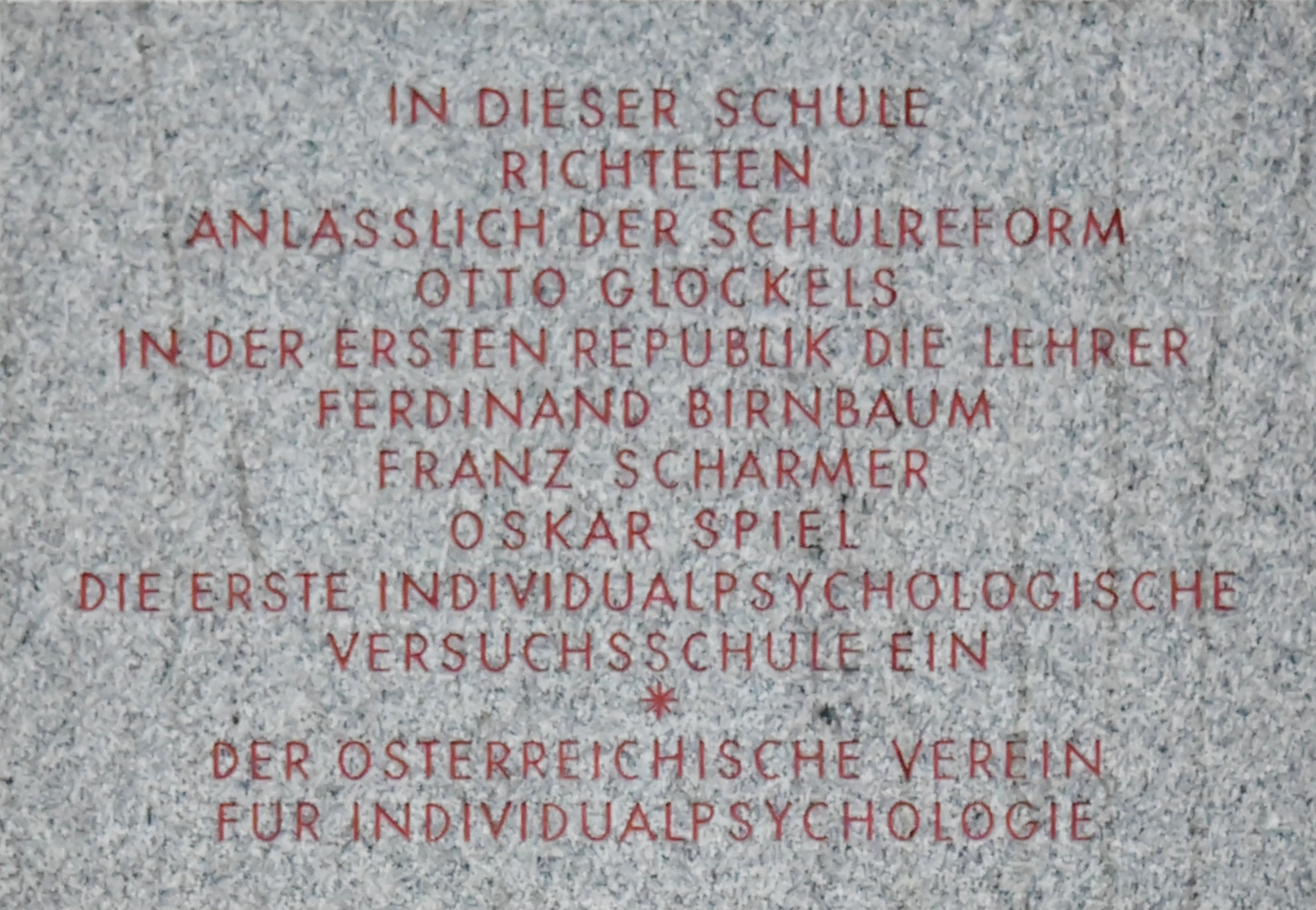
Gedenktafel für die erste Individualpsychologische Versuchsschule in Wien-Brigittenau

Oskar Spiel (* 5. Mai 1892 in Wien, Österreich-Ungarn; † 1. August 1961 ebenda) war ein österreichischer Pädagoge und Psychologe, der die Anwendung der Individualpsychologie  im Rahmen der Wiener Schulreform maßgeblich mitinitiierte. Er war Begründer individualpsychologischer Versuchsschulen:
Mit dem Experiment einer individualpsychologischen Schule in Wien hat Spiel bewiesen, dass eine Schule, welche vom Prinzip des Verstehens und Helfens geleitet ist, ohne Strafe und Repetitionen auskommen kann.

## Leben
Oskar Spiel war der Sohn eines Schuhmachers. Er besuchte das Priesterseminar und anschließend das Lehrerseminar bei den Schulbrüdern in Strebersdorf (Wien) und erhielt danach eine Anstellung als Aushilfslehrer. Da er unter einem schweren Augenleiden litt, wurde er nicht zum Kriegsdienst eingezogen. Während der Kriegsjahre schloss sich Oskar Spiel der sozialdemokratischen Bewegung an und engagierte sich aktiv politisch:
Sein Suchen führte ihn in die verschiedensten politischen Zirkel, künstlerische Kreise und auf diesem Weg auch in die nächste Umgebung zu Freud und Adler.

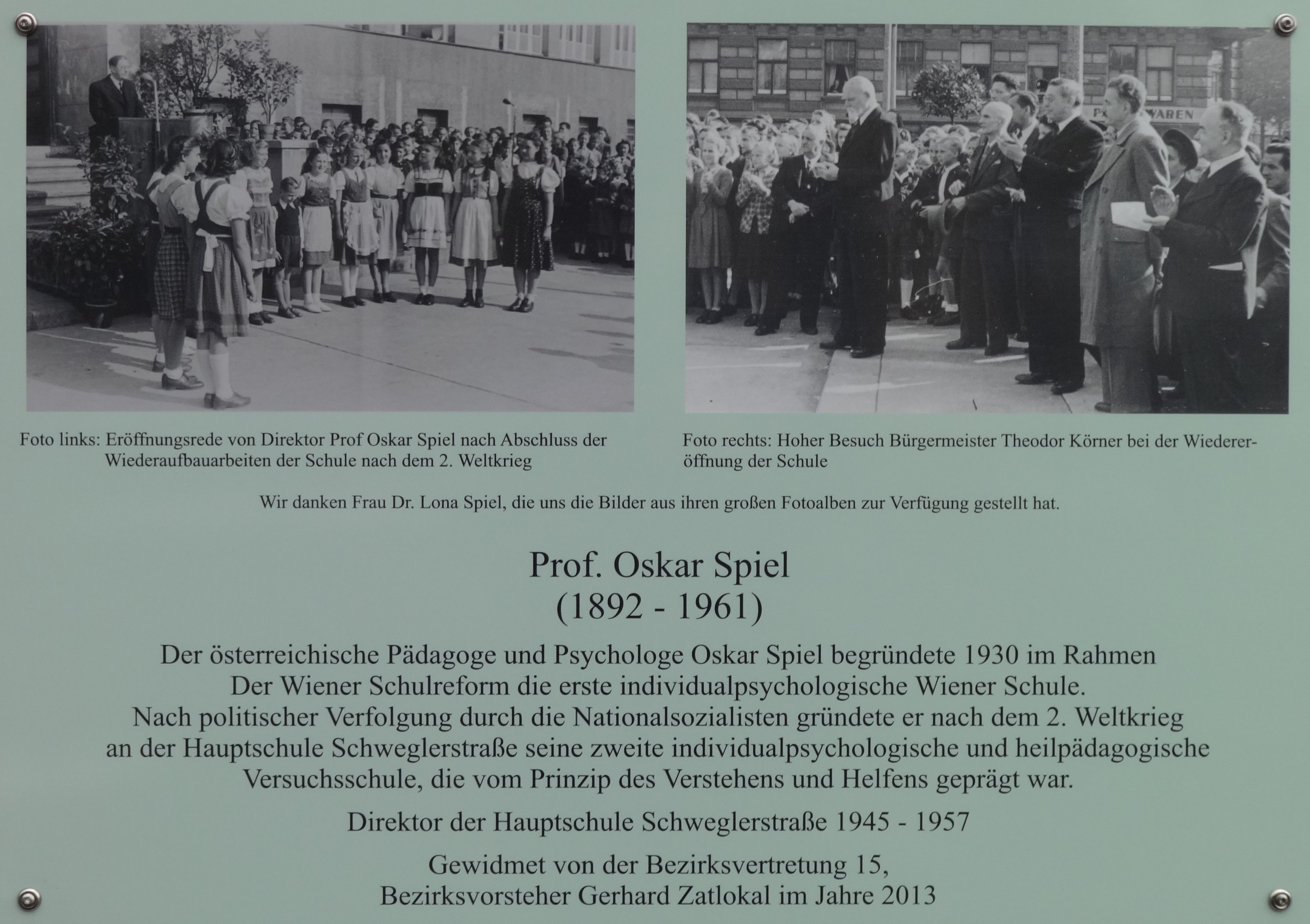
Gedenktafel an der Sir-Karl-Popper-Schule (Wien 15), 2013

Ab 1920 beteiligte er sich unter der Federführung von Sigmund Freud an den Diskussionsgruppen der Psychoanalytischen Vereinigung. Ab 1921 wandte er sich der Individualpsychologie zu und gehörte zum Adler-Kreis. Im Rahmen der Wiener Schulreform unter Otto Glöckel versuchte er von 1920 bis 1934 zusammen mit Ferdinand Birnbaum und Franz Scharmer, die von der Individualpsychologie für die Pädagogik gewonnenen Erkenntnisse auf den Schulalltag zu übertragen. Vier Jahre, von 1930 bis 1934, realisierte er eine individualpsychologische Versuchsschule.
Während des Austrofaschismus (1934–1938) und Nationalsozialismus (1938–1945) wurde er politisch verfolgt. In dieser Zeit publizierte er vor allem in der Schweiz und in den USA. 1945 gründete er die zweite individualpsychologische und heilpädagogische Versuchsschule an der Schweglerstraße in Wien, der er bis 1960 vorstand. Politische Kräfte wirkten gegen diese Einrichtung, so dass sie kurz nach dem Tode von Oskar Spiel aufgelöst wurde.
1951 wurde er zum Professor ernannt. Er lehrte mit Birnbaum und Scharmer am Pädagogischen Institut der Stadt Wien.
Im Jahr 1963 wurde in Wien-Döbling (19. Bezirk) die Oskar-Spiel-Gasse nach ihm benannt.
2013, anlässlich der 100-Jahr-Feier der Schule, wurde an der Hausfront Schweglerstraße der heutigen Sir-Karl-Popperschule eine Gedenktafel der Bezirksvertretung für Oskar Spiel angebracht.

## Werk
„Dieses Buch (Am Schaltbrett der Erziehung) ist der erste Versuch, die Anwendung der von Dr. Alfred Adler begründeten Individualpsychologie in der Schule systematisch darzustellen. Es ist in der Hoffnung geschrieben worden, dass die möglichst lebenswarme Schilderung individualpsychologischer Praxis im Leser den Wunsch erwecke, sich eingehender auch mit der Theorie dieser Lehre zu beschäftigen; es ist in der Absicht geschrieben worden, allen denen, die in der Praxis mit Schwierigkeiten ringen, zu helfen; es ist in der Überzeugung geschrieben worden – in der Zeit, da ich verurteilt war zu schweigen –, dass die wirkliche Überwindung des Faschismus weder durch irgendwelche äusserliche Regelung noch durch Appelle an das Bewusste im Menschen geschehen könne, sondern einzig und allein durch ein Bewusstmachen des Unbewussten, und dass alle die Probleme der Schulerneuerung, wie: Entbindung der Spontaneität der Kinder, Erziehung zur Demokratie und zum Pazifismus usw., ohne Einsicht in die Tiefenpsychologie prinzipiell gar nicht lösbar sind.
(…) Nun ist aber eines klar: soll Demokratie dauernd tragendes Prinzip des staatlichen Lebens werden, so ist das nur möglich, wenn sich dieses Prinzip nicht auf den politischen Sektor beschränkt, sondern tragend wird für die Ganzheit der Lebensführung jedes einzelnen Staatsbürgers. Anerkennen wir aber diesen Gedanken, dann kann die Parole nur lauten: Erziehung zum demokratischen Lebensstil! Damit erst scheint uns die ausgegebene Parole in ihrer tiefsten Tiefe erfasst. Nicht um eine rationale Erfassung der demokratischen Staatsform kann es sich also handeln, um Staatsbürgerkunde, nicht um propagandistische Entflammung der jungen Herzen für politische Probleme und deren Lösung mit den Methoden der Demokratie. So wichtig das alles ist, es reicht nicht an den Kern der Sache heran. Kern der Sache ist der Abbau des ichhaften Machtstrebens, ist die Einordnung, die Kooperation, ist die Hingabe an die Gemeinschaft, ist die Übernahme der Verantwortung nicht bloss für das eigene Tun, sondern auch für das Tun und Lassen der Nebenmenschen.“ (Oskar Spiel: Am Schaltbrett der Erziehung, 1947)